# Ваградов, Георгий Михайлович
Георгий Михайлович Ваградов (04.10.1929 г., Тбилиси — 10.03.2019 г.) — российский физик-теоретик, доктор физико-математических наук, заслуженный деятель науки Российской Федерации (1999).

## Биография
Родился в Тбилиси.
В 1953 году окончил факультет ядерной физики и астрофизики ФИАН им. Лебедева, позже — и аспирантуру лаборатории физики атомного ядра Отделения физико-математических наук АН СССР. Работал в ФИАНе.
Доктор физико-математических наук (1971 г.), тема диссертации — «Методы теории многих тел и их применение в исследовании структуры ядра и ядерных реакций».
С 1971 года до ухода работал в Институте ядерных исследований АН СССР, был заведующим сектором, затем — главным научным сотрудником отдела Теоретической физики.
Установил связь между традиционными характеристиками и кварк-глюонной структурой ядер.
Создал научную школу «Использование методов теории поля в ядерной физике».

## Награды и звания
- Заслуженный деятель науки Российской Федерации (1999).
- Медаль «В память 850-летия Москвы» (1997).

## Из библиографии
- К теории конечных фермисистем. — Москва, 1975. — 11 с.; — (Институт ядерных исследований. ИЯИ / АН СССР; П-0011).